# KST (индикатор)
KST («Знать наверняка» от англ. Know Sure Thing, также осциллятор KST) — комбинированный технический индикатор сглаженных и взвешенных темпов изменения цены инструмента на четырёх различных интервалах.

## История и название
Индикатор KST разработал Мартин Дж. Принг впервые детально представив и описав его в 1993 году в книге «Мартин Принг о Моментуме» (англ. Martin Pring on Market Momentum).
KST является аббревиатурой выражения Know Sure Thing, что обычно переводится как Знать наверняка, однако Мартин Принг предостерегал:
|  | ... важно знать, что на рынке никто не в состоянии действовать наверняка — Мартин Принг «Мартинг Принг о Моментуме». |

## Методика расчёта
В оригинальной методике четыре индикатора скорости изменения цены на разных интервалах сглаженные с помощью экспоненциальных скользящих средних суммируются с учётом весовых коэффициентов:
{\displaystyle {\textit {KST}}_{t}=W_{1}\cdot {\textit {EMA}}_{t,{\textit {avg}}_{1}}(RoC_{i,x_{1}})+W_{2}\cdot {\textit {EMA}}_{t,{\textit {avg}}_{2}}(RoC_{i,x_{2}})+W_{3}\cdot {\textit {EMA}}_{t,{\textit {avg}}_{3}}(RoC_{i,x_{3}})+W_{4}\cdot {\textit {EMA}}_{t,{\textit {avg}}_{4}}(RoC_{i,x_{4}}),}
где {\displaystyle {\textit {KST}}_{t}} — значение индикатора {\displaystyle KST} в текущем периоде {\displaystyle t}; {\displaystyle W_{1},W_{2},W_{3},W_{4}} — весовые коэффициенты (константы), {\displaystyle {\textit {EMA}}_{t,{\textit {avg}}_{1}},{\textit {EMA}}_{t,{\textit {avg}}_{2}},{\textit {EMA}}_{t,{\textit {avg}}_{3}},{\textit {EMA}}_{t,{\textit {avg}}_{4}}} значение скользящих средних в момент {\displaystyle t}:
{\displaystyle {\textit {EMA}}_{t,{\textit {avg}}}=\alpha _{\textit {avg}}\cdot p_{t}+(1-\alpha _{\textit {avg}})\cdot {\textit {EMA}}_{t-1},}
построенных с разными коэффициентами сглаживания, вычисленными по традиционной для технического анализа «дневной формуле»:
{\displaystyle \alpha _{\textit {avg}}={\frac {2}{{\textit {avg}}+1}},}
где в качестве параметра {\displaystyle {\textit {avg}}} используются значения {\displaystyle {\textit {avg}}_{1},{\textit {avg}}_{2},{\textit {avg}}_{3},{\textit {avg}}_{4}} от индикаторов изменения цены
{\displaystyle {\textit {RoC}}_{t,x}={\frac {{\textit {close}}_{t}-{\textit {close}}_{t-x}}{{\textit {close}}_{t-x}}}\cdot 100\%,}
где в качестве параметра {\displaystyle x} берутся четыре разные интервала {\displaystyle x_{1},x_{2},x_{3},x_{4}} и {\displaystyle {\textit {close}}_{t},{\textit {close}}_{t-x}} — текущая — {\displaystyle t} цена закрытия и цена закрытия {\displaystyle x} периодов назад — {\displaystyle t-x}.
В своей работе Мартин Принг рекомендует следующие значения:
- Число периодов для вычисления {\displaystyle {\textit {RoC}}\ (x):x_{1}=10,x_{2}=15,x_{3}=20,x_{4}=30.}
- Длины экспоненциально сглаженных скользящих средних {\displaystyle {\textit {EMA}}\ ({\textit {avg}}):{\textit {avg}}_{1}=10,{\textit {avg}}_{2}=10,{\textit {avg}}_{3}=10,{\textit {avg}}_{4}=15.}
- Весовые коэффициенты при сумировании {\displaystyle (W):W_{1}=1,W_{2}=2,W_{3}=3,W_{4}=4.}

После подстановки данных значений формула принимают вид:
{\displaystyle {\textit {KST}}_{t}=1\cdot {\textit {EMA}}_{t,10}(RoC_{i,10})+2\cdot {\textit {EMA}}_{t,10}(RoC_{i,15})+3\cdot {\textit {EMA}}_{t,10}(RoC_{i,20})+4\cdot {\textit {EMA}}_{t,15}(RoC_{i,30}).}
Некоторые аналитики рекомендуют взвешивать полученное значение:
{\displaystyle {\textit {WKST}}_{t}={\frac {W_{1}\cdot {\textit {EMA}}_{t,{\textit {avg}}_{1}}(RoC_{i,x_{1}})+W_{2}\cdot {\textit {EMA}}_{t,{\textit {avg}}_{2}}(RoC_{i,x_{2}})+W_{3}\cdot {\textit {EMA}}_{t,{\textit {avg}}_{3}}(RoC_{i,x_{3}})+W_{4}\cdot {\textit {EMA}}_{t,{\textit {avg}}_{4}}(RoC_{i,x_{4}})}{W_{1}+W_{2}+W_{3}+W_{4}}},}
или с исходными параметрами:
{\displaystyle {\textit {WKST}}_{t}={\frac {1\cdot {\textit {EMA}}_{t,10}(RoC_{i,10})+2\cdot {\textit {EMA}}_{t,10}(RoC_{i,15})+3\cdot {\textit {EMA}}_{t,10}(RoC_{i,20})+4\cdot {\textit {EMA}}_{t,15}(RoC_{i,30})}{1+2+3+4}}.}
Из формул видно, что самый больший вес — 4 придаётся наиболее длинному значению {\displaystyle RoC_{i,30}} сглаженному с помощью самой медленной {\displaystyle {\textit {EMA}}_{t,15}}.

## Торговые стратегии
Оригинальная оценка поведения KST многофакторна и сложна, однако возможны и чисто механические стратегии:
- Открыть длинную позицию, когда KST пересекает свою скользящую среднюю снизу вверх.
- Закрыть длинную позицию, когда KST пересекает свою скользящую среднюю сверху вниз.

Причём, по данным аналитиков, подобной стратегией не рекомендуется пользоваться для открытия коротких позиций.